# Salix columbiana
Salix columbiana — вид квіткових рослин із родини вербових (Salicaceae).

## Морфологічна характеристика
Рослина 20–65 дм заввишки. Гілки червоно-коричневі, голі або волосисті у вузлах; гілочки жовто-бурі або червоно-бурі, запушені чи голі. Листки на 2–5 мм ніжках; найбільша листкова пластина лінійна або дуже вузько-еліптична, 58–115 × 5–17 мм; краї плоскі чи злегка звивисті, віддалено шипувато-пилчасті або вигнуті; верхівка загострена; абаксіальна поверхня (низ) сірувата (іноді прикрита волосками), від рідкісних до дуже густо шовковиста; адаксіальна — тьмяна, запушена або довго-шовковиста; молода пластинка прикрита волосками, густо коротко-шовковиста абаксіально. Сережки: тичинкові 20–83 × 5–13 мм; маточкові (помірно чи густо квіткові) 35–90 × 5–12 мм. Коробочка 3.4–5.6 мм. 2n = 38.

## Середовище проживання
США (Орегон, Вашингтон). Населяє прибережні, піщано-мулисті або піщано-гравійні заплави, старі пляжні дюни, кам'янисті насипи вздовж струмків; 5–40 метрів.